# 京津中关村科技城
京津中关村科技城（英文：Beijing-Tianjin ZGC Tech Town），位于天津市宝坻区城区北部，占地面积14.5平方公里，预计总投资额约1100亿元，是中关村发展集团在北京以外唯一一个重资产投资项目，由中关村管委会、中关村发展集团和宝坻区政府三方合作开发建设，是中关村和宝坻区携手贯彻京津冀协同发展战略的重点项目，也是2017年12月北京天津河北三地确定的“2+4+46”产业转移承接重点平台中的15个协同创新平台之一。
《天津市支持重点平台服务京津冀协同发展的政策措施（试行）》两个试点地区之一。

## 历史
2020年3月23日，天津市宝坻区发布“京津中关村科技城新政细则”，对北京转移来津项目认定、投融资扶持，职工落户、购房、子女教育、医疗医保等方面都作出便利调整。
2020年5月7日，宝坻区教育局与南开中学签署合作协议，南开中学将在京津中关村科技城开展合作办学。
2020年8月初，北京计量院天津分院投入运营。
2020年8月15日，发布了5G智能网联创新智慧城建设方案，并与中国信息通信研究院、大唐高鸿、百度、四维图新、智行者等5家重点企业围绕智慧城市、智能网联汽车等业务签订战略合作协议，就智能网联车路协同规划及相关场景建设开展合作。
2020年11月25日，天津市政府正式批复同意设立京津中关村科技城。
计划于2021年，实现北京中关村、宝坻中关村科技园、滨海新区中关村科技园“三点一线”直通车。
2021年3月，北京中关村首个京外大健康项目——京津中关村科技城医疗器械产业园一期开工。
2021年4月28日，京津中关村科技城首批入驻的四家企业——合众汇能、博宇半导体、捷通智慧科技、中科拜克竣工投产。
2022年2月，光环新网天津云计算中心正式开工。
2023年4月，南开中学京津中关村科技城学校正式开工。

## 产业园区

### 医疗器械产业园
2021年3月，开工。总规划面积10万平方米，是北京中关村首个京外大健康项目。京津中关村科技城医疗器械产业园项目一期规划建设用地117亩，共八栋楼，项目一期预计2022年11月全部完工投用，能够容纳七八十家企业入驻。